# Robert Alyngton
Robert Alyngton est un philosophe anglais du XIVe siècle.

## Biographie
Né vers 1355, Alyngton est fellow au Queen's College à Oxford de 1379 à 1386. Il est profondément influencé par la métaphysiques de John Wyclif qui a commencé ses cours de théologie au Queen's College en 1363.
Alyngton est chancelier de l'Université d'Oxford en 1394 et 1395. Il devient par la suite recteur de Long Whatton (en), dans le Leicestershire, jusqu'à sa mort 1398.
Au travers de ses écrits, il développe de nouvelles théories en logique, sémantique, métaphysique et ontologie.

## Œuvres
- Litteralis sententia super Praedicamenta Aristotelis
- Tractatus de suppositionibus terminorum
- Tractatus generum